# Акперов, Джанали Ханали оглы
Джанали Ханали оглы Акперов (азерб. Canəli Xanəli oğlu Əkbərov; 10 марта 1940, Тукавиля, Ленкоранский район — 22 октября 2021, Баку) — ханенде, Народный артист Азербайджана (1992), профессор (2008).

## Биография
Родился 10 марта 1940 года в селе Тукавиля Ленкоранского района Азербайджанской ССР.
Окончил класс мугама Бакинского музыкального училища имени Асафа Зейналлы, обучали мугаму Акперова такие профессионалы, как Хан и Сеид Шушинские.
Джанали Акперов интересовался мугамами с самого детства, азы мугама получил от отца, местного ханенде Ханали.
Начал творческую деятельность с самой юности. С 1965 года по 1975 год — солист Азербайджанской государственной филармонии, с 1975 года — солист Азербайджанского государственного театра оперы и балета имени М. Ф. Ахундова. 
В реперутаре ханенде многочисленные народные песни, тэснифы, дэстгяхы и зэрб-мугамы. На сцене Азербайджанского государственного театра оперы и балета создал неповторимые образы Меджнуна («Лейли и Меджнун»), Ибн-Салама («Лейли и Меджнун»), Шаха Исмаила («Шах Исмаил»), Керема («Асли и Керем»), Джамала («Скала невесты»), Ашуга Гариба («Ашик-Кариб») и многих других в мугамных операх. Является участником и лауреатом многих конкурсов и фестивалей. Выступал с гастролями в ряде зарубежных стран - Германии, Мали, Австрии и многих других.
Вел педагогическую деятельность, заведовал кафедрой мугамного искусства Азербайджанского государственного университета культуры и искусств.
Скончался 22 октября 2021 года. Похоронен на Второй Аллее почётного захоронения в Баку.

## Награды
- Заслуженный артист Азербайджанской ССР (1989)
- Народный артист Азербайджана (18 ноября 1992 года) — за заслуги в развитии музыкально-исполнительского искусства Азербайджана[1]
- Орден «Слава» (9 марта 2000 года) — за заслуги в развитии национального музыкального искусства в Азербайджане[2]
- Персональная стипендия Президента Азербайджанской Республики (11 июня 2002 года)[3]
- Орден «Честь» (4 марта 2010 года) — за заслуги в развитии и пропаганде азербайджанского мугамного искусства[4]
- Диплом «Друг журналистов» (2011, журнал «Мерхемет эльчиси»)[5]
- Орден «Труд» I степени (9 марта 2020 года) — за многолетнюю плодотворную деятельность в развитии азербайджанской культуры[6]